# Mario Rosas
Mario Alberto Rosas Montero (Málaga, España, 22 de mayo de 1980) es un exfutbolista y entrenador.  En su etapa como futbolista jugaba en la posición de mediocentro. Actualmente dirige al Associazione Calcio Bellinzona de la Challenge League, la segunda división suiza.

## Carrera

### Como jugador
Mario Rosas es un jugador formado en la cantera del FC Barcelona, a los 14 años recala en La Masía desde su Málaga natal, Esteban Vigo fue el artífice de su entrada en ella. Destacó en las categorías inferiores del club barcelonés y fue internacional español en dichas categorías. En su primera temporada, la 1997/98, en el equipo filial F. C. Barcelona "B" se destapó como goleador consiguiendo 18 goles. El entrenador Louis van Gaal le hace debutar con el primer equipo en la última jornada de esa misma temporada, ante la Unión Deportiva Salamanca el 15 de mayo de 1998.
Al acabar contrato con el Fútbol Club Barcelona ficha por el Deportivo Alavés en dónde no consigue asentarse siendo cedido la temporada 2001/02 a la U. D. Salamanca en Segunda División. Pasa por diferentes equipos de Segunda División sin lograr asentarse en ninguno de ellos, también juega en el Girona F. C. de Segunda B, en una temporada 2004/05, que culmina con el descenso a Tercera.
En 2005 firma contrato con el Club Deportivo Castellón y tras un primer año sin destacar, logra mejorar sus registros en las siguientes temporadas en el club albinegro.
En 2009 se compromete por el Real Murcia por tres temporadas, de las que finalmente solo cumplirá una.  
En la temporada 2010 ficha por la Union Deportiva Salamanca por dos temporadas. Tras el descenso de categoría de dicho equipo, queda libre. 
Al no llegar a ningún acuerdo con ningún club en España, ficha por el FK Khazar Lankaran de Azerbaiyán. 
Concluido su periplo en Asia, regresa en el mercado de invierno de 2012, a la liga española, concretamente a la Segunda División, firmando por la Sociedad Deportiva Huesca.
Tras realizar una buena temporada con el conjunto oscense, el futbolista no encuentra equipo hasta llegado diciembre de 2013, momento en el que firma para lo que resta de temporada con el Hércules C. F. de Alicante.
Tras su paso por el Club Deportivo Eldense en Tercera División, con quien logró el ascenso a Segunda B la temporada 2013/2014, como jugador y director deportivo. El futbolista siguió jugando con el Club Deportivo Roda de Segunda Regional con quien logró el ascenso a Primera Regional. 
Mario Rosas colgó sus botas definitivamente jugando algunos partidos el Club Deportivo Burriana en la Regional Preferente de la Comunidad Valenciana.

### Como entrenador
En sus últimos años como jugador, compaginaría su cargo con director deportivo del CD Eldense. 
En la temporada 2017-18, comenzaría su trayectoria como entrenador dirigiendo al juvenil B del Club Deportivo Roda. 
En la temporada 2018-19, firmaría como entrenador del Novelda Club de Fútbol de la Tercera División. 
En diciembre de 2019, se convierte en director deportivo del Real Avilés Club de Fútbol de la Tercera División.
El 14 de enero de 2021, firma como segundo entrenador del Club Deportivo Castellón en la Segunda División de España, a las órdenes de Juan Carlos Garrido, no pudiendo evitar el descenso de categoría.
El 14 de junio de 2021, firma por el HNK Šibenik de la Primera Liga de Croacia. Mario dirigiría al conjunto croata hasta enero de 2022.
El 9 de enero de 2023, firma por el Riffa Club de la Liga Premier de Baréin. El 31 de mayo de 2023, sería destituido del conjunto asiático, tras 5 meses en el cargo.
El 3 de octubre de 2023, firma como entrenador del Associazione Calcio Bellinzona de la Challenge League, la segunda división suiza.

### Como jugador
| Club                      | País       | Año       |
| ------------------------- | ---------- | --------- |
| F. C. Barcelona "B"       | España     | 1997-2000 |
| Deportivo Alavés          | España     | 2000-2001 |
| Unión Deportiva Salamanca | España     | 2001-2002 |
| Club Deportivo Numancia   | España     | 2002-2003 |
| Cádiz C. F.               | España     | 2003-2004 |
| Girona F. C.              | España     | 2005      |
| Club Deportivo Castellón  | España     | 2005-2009 |
| Real Murcia               | España     | 2009-2010 |
| Unión Deportiva Salamanca | España     | 2010-2011 |
| FK Khazar Lankaran        | Azerbaiyán | 2011-2012 |
| S. D. Huesca              | España     | 2012      |
| Hércules C. F.            | España     | 2012-2013 |
| Club Deportivo Eldense    | España     | 2013-2014 |
| Club Deportivo Roda       | España     | 2014-2015 |
| Club Deportivo Burriana   | España     | 2016      |

### Como entrenador
| Club                                            | País    | Año             |
| ----------------------------------------------- | ------- | --------------- |
| Club Deportivo Eldense (director deportivo)     | España  | 2013-2014       |
| Club Deportivo Roda (Juvenil)                   | España  | 2017-2018       |
| Novelda Club de Fútbol                          | España  | 2018-2019       |
| Real Avilés Club de Fútbol (director deportivo) | España  | 2020            |
| Club Deportivo Castellón (2.º Entrenador)       | España  | 2021            |
| HNK Šibenik                                     | Croacia | 2021-2022       |
| Riffa Club                                      | Baréin  | 2023            |
| Associazione Calcio Bellinzona                  | Suiza   | 2023-actualidad |

## Palmarés

### Campeonatos nacionales
| Título              | Club           | País   | Temporada |
| ------------------- | -------------- | ------ | --------- |
| Liga española       | FC Barcelona   | España | 1997/1998 |
| Segunda B Grupo III | FC Barcelona B | España | 1997/1998 |
| Segunda División    | Cádiz CF       | España | 2004/2005 |

## Selección nacional
Ha sido internacional con las selecciones inferiores de la selección española.